# تورستن أندرسون (مصارع)
تورستن أندرسون (بالإنجليزية: Torsten Anderson) هو مصارع ‏ نيوزيلندي، ولد في 9 فبراير 1904 في Sollefteå ‏ في السويد، وتوفي في 19 ديسمبر 1986.